# Посадки
Поса́дки — посёлок в Милютинском районе Ростовской области.
Входит в состав Светочниковского сельского поселения.

## История
В 1987 году указом Президиума Верховного Совета РСФСР поселку первого отделения зерносовхоза «Светоч» присвоено наименование Посадки.

## Население
| 2010 |
| ---- |
| 7    |

## Улицы
- ул. Тополевая,
- пер. Механизаторов.